# History (stacja telewizyjna)
History (dawniej znany jako The History Channel) – amerykańska stacja telewizyjna.
Dawniej kanał nadawał filmy dokumentalne związane z tematyką historyczną, m.in. historię starożytną, współczesną, historię wojskowości, konfliktów zbrojnych oraz programy poświęcone wynalazkom, odkryciom i technologiom. Na kanale w lutym 2009 wyemitowano pierwszą polską produkcję Polscy bohaterowie wojenni. Z kolei od marca 2014 roku stopniowo wprowadzano programy rozrywkowe, które z czasem w całości wypełniły ramówkę kanału. W grudniu 2014 roku uruchomiono kanał H2, który przejął emisję historycznych programów dokumentalnych znanych wcześniej z anteny History.
W polskiej wersji językowej kanał rozpoczął nadawanie 9 kwietnia 2008 roku pod nazwą The History Channel. Miesiąc później uruchomiony został w Polsce również siostrzany kanał w wysokiej rozdzielczości – The History Channel HD. 11 stycznia 2009 zmieniono nazwę kanału na obecną. Za dystrybucję kanałów do sieci kablowych i na platformy cyfrowe w Polsce odpowiada Program Sp. z o.o.

## Historia
Amerykańska stacja telewizyjna The History Channel została uruchomiona 1 stycznia 1995 roku w USA przez firmę A+E Networks (uprzednio AETN). Powstała w listopadzie 1995 roku brytyjska spółka A+E Networks UK zarządza kanałami w Europie Środkowo-Wschodniej: History, History HD, Crime & Investigation Network, Crime & Investigation Network HD, BIO, BIO HD oraz Military History.
Z kolei History HD (wcześniej The History Channel HD) na rynku brytyjskim jest dostępny od 2006 roku i jego ramówka różni się również od tego co można zobaczyć w angielskiej wersji na kanale w SD.
W 2008 roku stacja The History Channel przeszła rebranding na całym świecie i zmieniła nazwę na History. Obecnie kanał dociera do ponad 300 milionów gospodarstw domowych w 150 krajach i jest dostępny w ponad 30 językach.

## History HD
History HD (wcześniej The History Channel HD) to kanał telewizyjny, nadawany w wysokiej rozdzielczości obrazu HD.
Stacja rozpoczęła nadawanie w Polsce 27 maja 2008, pod nazwą The History Channel HD. Początkowo kanał różnił się ramówką od siostrzanego kanału History nadawanego w wersji SD. Jednak 1 maja 2013 ramówki obu kanałów zostały ujednolicone. Od 11 stycznia 2009 nadaje pod obecną nazwą.